# 80
| 80                 |
| ------------------ |
| Dødsfald - Fødsler |
|                    |

| Gregoriansk kalender | 80 LXXX                 |
| Ab urbe condita      | 833                     |
| Armensk kalender     | I/T                     |
| Kinesiske kalender   | 2776 – 2777 己卯 – 庚辰 |
| Etiopisk kalender    | 72 – 73                 |
| Jødisk kalender      | 3840 – 3841             |
| Hindukalendere       |                         |
| - Vikram Samvat      | 135 – 136               |
| - Shaka Samvat       | 2 – 3                   |
| - Kali Yuga          | 3181 – 3182             |
| Iransk kalender      | 542 BP – 541 BP         |
| Islamisk kalender    | 559 BH – 558 BH         |

Se også 80 (tal)

## Begivenheder
- Colosseum bliver indviet (anslået årstal).